# Quinta do Canavial

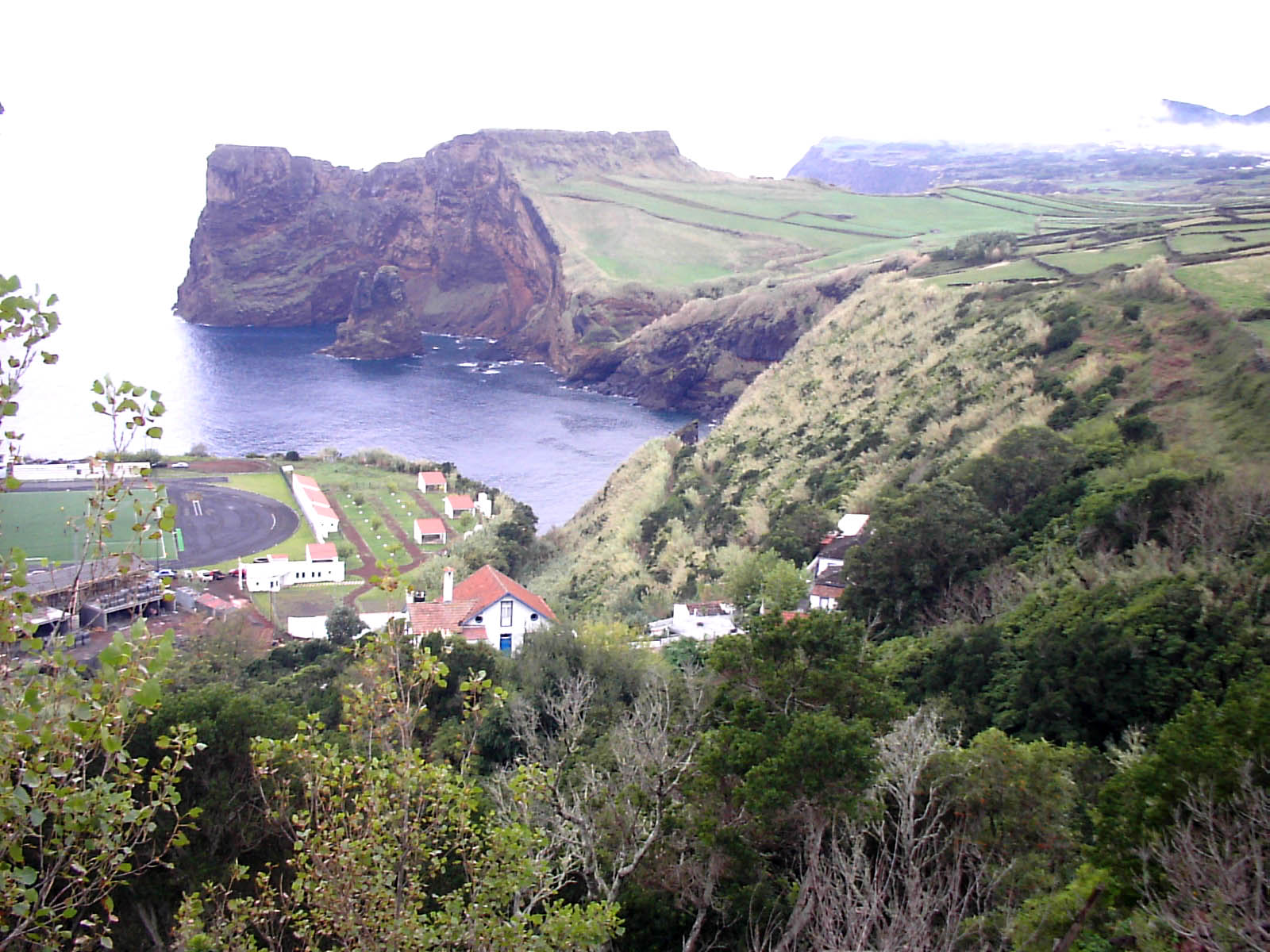
Entre Morros Velas com a Quinta do Canavial em 1º plano, Velas, ilha de São Jorge, Açores, Portugal.

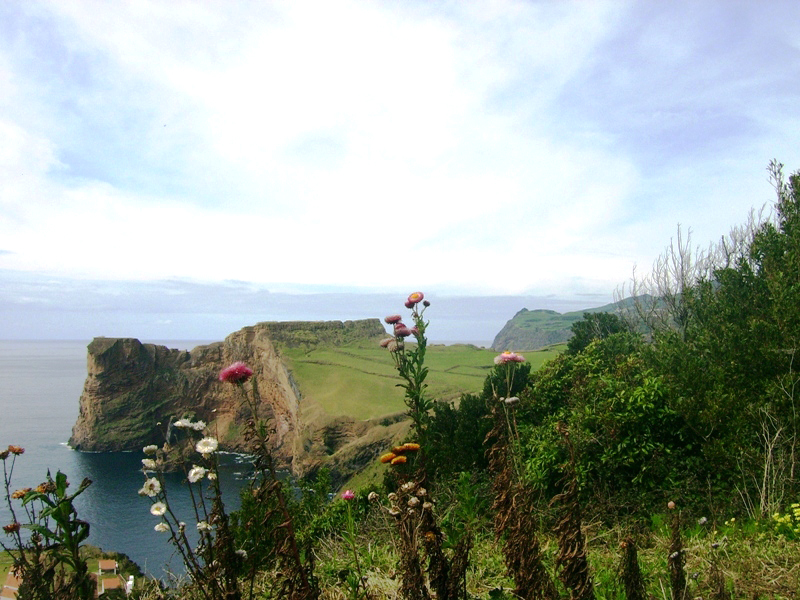
Entre Morros, zona da Quinta do Canavial, Velas, ilha de São Jorge, Açores, Portugal.

A Quinta do Canavial é uma antiga casa portuguesa edificada frente ao local denominado Entre Morros, concelho de Vila das Velas, ilha de São Jorge, Arquipélago dos Açores e faz parte do Guia do Património Cultura da ilha de São Jorge.
Trata-se de uma construção única do seu tipo na ilha de são Jorge, seja pela localização geográfica, e paisagem envolvente, ou seja pela tradição que graças a obras de restauro e conservação recentes lhe permitiram recuperam todo um manancial de conhecimento tradicional que aos poucos se ia perdendo.
Apresenta-se como um conjunto formado por uma capela, a Capela da Sagrada Família, uma casa que foi edificada em estilo colonial, uma quinta anexa à mesma e 7 hectares de jardins, mata endémica e extensos canaviais dispondo de um carácter único na ilha de São Jorge.

Esta propriedade foi pertença durante vários séculos de Afonso de Almada e seus descendentes, que foram uma das famílias mais abastadas da ilha de São Jorge.
No início da sua construção esta casa cuja dimensão ultrapassa a média das casas locais, apresentava ainda uma dependência destinada ao uso dos trabalhadores rurais, e outras construções anexas utilizadas como locais de arrumos.
Desconhece-se quando a Quinta do Canavial foi edificada a sabe-se no entanto que perdura na tradição popular há séculos.
Um dos documentos mais antigos que se conhecem com referências a esta antiga casa senhorial foi escrito no Século XIX pelo ponho de uma das famílias do proprietário.
"A casa e o ambiente que a rodeia eram a beleza e sonho!…
Verões bons, abundantes, Verões alegres, divertidos, variados Verões de afecto…”
A Quinta do Canavial encontra-se rodeada por 7 hectares de jardins, uma mata típica da macaronésia povoada por flora endémica dos Açores em que surgem como expoente máximo pela sua imponência e abundância a Erica azorica.
Surgem ainda extensos canaviais que desde os jardins descem a encosta em direcção ao mar, atravessam junto ao Campo de Futebol de Velas e terminam numa pequena baía de mar. Mar que se estende até à ilha do Pico e ilha do Faial mesmo ali ao lado.
Actualmente esta quinta encontra-se convertida da sua antiga funcionalidade rural, em de Turismo Rural com restaurante típico, parque etnográfico e museu de alfaias e utensílios agrícolas, único do género em todo o concelho de Velas e restante ilha de São Jorge.